# Gran Manchester
Gran Manchester és un comtat del nord-oest d'Anglaterra que abasta el territori al voltant de la ciutat de Manchester. Té la categoria de comtat cerimonial com els comtats històrics d'aquell país encara que oficialment es va crear l'any 1974. Té un territori de 1.277 km², que anteriorment formava part de Lancashire, Cheshire, el Riding Oest de Yorkshire més vuit ciutats independents.
A diferència d'altres comtats, no està regit per un consell, el qual fou abolit el 1986, sinó per una associació de representants dels diversos ajuntaments. Està organitzat en deu districtes: Bolton, Bury, Oldham, Rochdale, Stockport, Tameside, Trafford, Wigan, i no té un centre geogràfic predominant sinó que l'economia gira a l'entorn de diverses ciutats, les quals deuen el que són avui dia a la gran demanda laboral que va sorgir durant la revolució industrial en relació al sector tèxtil; que encara mantenen el caràcter industrial tot i que actualment l'economia s'ha diversificat cap al comerç i el sector de serveis.
Limita amb els comtats de Cheshire (al sud-oest i sud), Derbyshire (al sud-est), West Yorkshire (al nord-est), Lancashire (al nord) i Merseyside (a l'oest). En la seva geografia inclou 21 espais naturals declarats d'especial interès científic i una ciutat portuària, Salford, que comunica amb la mar d'Irlanda.

## Història

### Orígens
Durant l'edat mitjana bona part del que ara és el Gran Manchester pertanyia al hundred de Salfordshire, una antiga divisió administrativa del comtat de Lancashire. Salfordshire comprenia diverses parròquies civils i viles, algunes de les quals com Rochdale, eren importants centres de població creats a l'entorn d'un mercat, que tenien com a principal producte la llana. El desenvolupament del que seria el Gran Manchester s'atribueix al teixit de franel·la (fet amb llana) i el de fustany (de cotó) d'elaboració domèstica tradicional, el qual va impulsar el comerç fora de la regió. A finals del segle xviii la revolució industrial va transformar la manera domèstica de treballar en un sistema de producció mecanitzada en fàbriques. Aquesta mecanització va fer possible la producció a gran escala, cosa que va implicar l'abaratiment del preu i l'exportació del teixit.

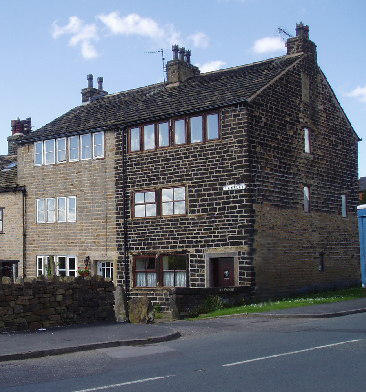
Edificis on estaven els antics telers.

Les viles de la rodalia de Manchester van començar a expandir-se molt ràpidament als inicis del segle xix, resultat d'un procés d'urbanització sense planificar per donar acollida al gran nombre de treballadors que requerien les fàbriques tèxtils. Aquest creixement de la població va originar un creixement urbanístic de forma radial omplint l'àrea entre la ciutat de Manchester i les fàbriques, situades a prop de les viles veïnes. Això va fer necessari ampliar la infraestructura de transports. Llocs com Bury, Oldham i Bolton tenien una funció destacada en l'economia nacional i, cap a finals del segle xix, eren uns dels centres més importants a nivell mundial amb relació a la producció de teixits de cotó. Tanmateix, era Manchester la més poblada, una gran ciutat, on es venien grans quantitats de productes fets amb cotó i el centre natural d'aquesta regió. El 1835 Manchester era sense cap mena de dubte la primera i la més gran ciutat industrial del món; i el 1848 el creixement urbà continuat havia arribat a fusionar la ciutat amb les viles veïnes. En la dècada del 1910, es va fer una proposta per reformar l'administració local i fer que una sola entitat gestionés tot el conjunt urbà.
Al segle xviii els comerciants alemanys van inventar el nom Manchesterthum per a referir-se a tota la regió al voltant de Manchester. Això no obstant, l'expressió anglesa "Greater Manchester" no apareix fins al segle xx. Un dels primers documents on consta aquest nom és un informe del 1914 en resposta al que es considerava havia estat el reeixit comtat de Londres del 1889. Aquest informe suggeria que estaria bé crear un comtat que reconegués la importància comercial de Manchester que inclogués una part del sud Lancashire i de Cheshire, que abastés tots els municipis en un radi d'unes vuit o nou milles d'aquesta ciutat. L'urbanista Patrick Geddes el 1915 en el seu llibre Ciutats en evolució, afirmava que "més enllà de la realitat de Lancashire, està creixent una altra Gran Londres".
La major part del Gran Manchester era territori de Lancashire i les àrees al sud dels rius Mersey i Tame eren territori de Cheshire. L'àrea de Saddleworth i una petita part de Mossley van ser part de l'històric Yorkshire i una petita part al sud-est era territori de Derbyshire. Les àrees que van ser incorporades al Gran Manchester el 1974 prèviament havien format part dels comtats administratius de Cheshire, Lancashire, Riding Oest de Yorkshire i de vuit burgs independents. A començament de la dècada del 1970, aquest sistema de demarcació es considerava arcaic i força inadequat tant per mantenir-se en consonància amb la manera moderna de viatjar, amb vehicles motoritzats, com per la gran quantitat d'ingressos i responsabilitats que estaven recaient sobre l'administració local.
L'abril del 1935, el Manchester Evening Chronicle va posar en primera plana la qüestió de la "unitat regional" amb del titular "Gran Manchester: la salvació dels contribuents". Informava sobre una "creixent demanda d'explorar les possibilitats d'una major concentració dels serveis públics a Manchester i als municipis de l'entorn". Aquest article va ser molt comentat pels líders civils de la zona, en particular els de Manchester i Salford. L'alcalde de Salford va prometre el seu suport la idea i deia que esperava amb interès el dia en què "hi hauria una fusió dels serveis essencials de Manchester, Salford, i els districtes circumdants que constitueixen el Gran Manchester." La proposta es va aturar amb l'arribada de la Segona Guerra Mundial, encara que en la dècada següent es van agilitzar els tràmits per la reforma. El 1947, el Consell del Comtat de Lancashire va proposar un sistema de govern de tres nivells per afrontar les necessitats de la realitat canviant del comtat de Lancashire, entre les quals estava el districte de Manchester i els de la rodalia. Una altra proposta consistia en la creació del Consell del Comtat de Manchester, amb membres escollits directament pels votants de la zona. El 1951, el cens del Regne Unit va tenir en compte per al seu estudi l'àrea del sud-est de Lancashire com una única àrea metropolitana.

### L'informe Redcliffe-Maud
La llei de governs locals del 1958 va designar que el sud-est de Lancashire (que tot i tenir aquest nom, incloïa part del nord de Cheshire), seria una àrea nova que calia una revisió especial. La comissió de governs locals d'Anglaterra va presentar un esborrany amb recomanacions, el desembre del 1965, en què proposava la creació d'un nou comtat amb Manchester i la seva àrea metropolitana més nou ciutats catalogades com a boroughs (els districtes actuals llevat de Wigan). Aquesta comissió va quedar dissolta abans que elaborés un reportatge final concloent.
El 1969 la Royal Commission va elaborar un altre estudi conegut amb el nom d'informe Redcliffe-Maud, que proposava l'eliminació de gairebé tot el sistema de govern local. La comissió deia que el sistema d'administració en districtes urbans i rurals per separat era obsoleta, assenyalava que les zones urbanes proporcionen ocupació i serveis per als habitants del camp, i que el camp era utilitzat pels habitants de la ciutat en el temps d'esbarjo. La comissió, abans de proposar una nova àrea metropolitana administrativa, va considerar que calia estudiar la interdependència de les àrees a molts nivells com ara: per quin territori es feia el viatge cap la feina, on calia acudir per la prestació de serveis o quin diari local comprava cadascú. L'àrea metropolitana es dividiria en nou districtes que tindrien les respectives seus a: Wigan, Bolton, Bury/Rochdale, Warrington, Manchester (inclosa Salford i Old Trafford), Oldham, Altrincham, Stockport i Tameside. L'estudi va fer notar que escollir una etiqueta adient per aquesta àrea metropolitana era difícil. El terme Selnec (o SELNEC) era una abreviació que ja s'estava fent servir per referir-se al sud-est de Lancashire i nord-est de Cheshire; Redcliffe-Maud va proposar adoptar-lo oficialment.
Amb la llei de transports del 1968, es va crear el 1969 un organisme per a coordinar el funcionament del transport públic en aquesta regió (SELNEC Passenger Transport Executive) que cobria una àrea menor a la proposada en l'informe Redcliffe-Maud, i diferent a l'actual territori del Gran Manchester.

### Reforma del 1974-1997

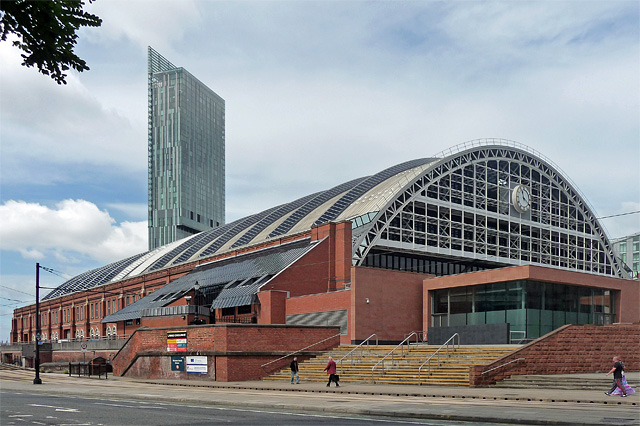
L'antiga estació central de Manchester és actualment una saló pe activitats culturals.

La llei de governs locals del 1972 va suposar una reforma que va afectar les administracions de tota Anglaterra amb la creació de dos tipus de govern: els comtats metropolitans i els no metropolitans i, en un subnivell, els districtes de comtat. A més aquesta llei va establir formalment el comtat anomenat Gran Manchester (1 d'abril del 1974), encara que el Consell del Comtat de Manchester (GMCC) ja havia estat en funcionament des de les eleccions del 1973. El nom de Gran Manchester va ser el definitiu perquè la població local el va preferir al de Selnec.
El gener del 1974, un grup de treball que representava el Gran Manchester va presentar un pla estructural del que seria el nou comtat, el qual hauria de portar endavant els membres del nou consell del comtat. Aquest pla es proposava diversos objectius, el de més prioritat era augmentar la qualitat de vida dels seus habitants mitjançant la millora de l'entorn físic i afegint serveis culturals, mancança de què havia patit la zona per l'excés d'industrialització i perquè les infraestructures bàsiques dataven del segle xix i ja no eren adients per l'estil de vida modern. Altres objectius eren: revertir la tendència a la despoblació en el centre del Gran Manchester, invertir en la creació de parcs per perdre la mala reputació que en aquest sentit tenia, i millorar la xarxa de transports.
A causa d'objeccions polítiques, en particular les procedents de Cheshire, el Gran Manchester va assumir només 62 districtes dels 90 proposats per la Royal Commission. El Consell del Comtat del Gran Manchester va dir que això seria "fer plans per a una àrea metropolitana delimitada arbitràriament ... abruptament trencada pel sud", i que això alentiria els plans de millores amb relació a l'ús de les terres, transport i habitatges, ja que haurien d'estar pactats amb cadascun dels ajuntaments veïns.
A diferència d'altres comtats creats en època moderna (com Merseyside i Tyne i Wear), el Gran Manchester no va adoptar un codi postal identificador, ja que segons un estudi fet el 1973, això portaria confusió amb el codi postal de la ciutat de Manchester.
El Consell del Comtat del Gran Manchester (GMCC) va ser abolit el 31 de març del 1986 per la llei de governs locals del 1985. El consell metropolità estava controlat pel Partit Laborista mentre que al govern central el partit dominant era el Partit Conservador liderat per Margaret Thatcher, això va portar a acusacions de que havia estat una decisió de càstig polític. El secretari general de l'Associació Nacional de Funcionaris de Governs Locals ho va descriure dient que era "maniobra del tot cínica". La major part de les funcions del GMCC es van repartir entre els districtes i ajuntaments que el componien, tot i que alguns, com les emergències o el transport públic van continuar sota una mateixa administració conjunta. L'Associació d'Autoritats del Gran Manchester (AGMA) va establir que mirarien de tirar endavant amb els objectius projectats pel desaparegut consell del comtat. El comtat metropolità seguia existint per llei i va continuar sent un marc de referència geogràfic, per exemple en el NUTS 2, la divisió administrativa decretada per la Unió Europea creada per a fer estudis estadístics. Amb la llei de lloctinències del 1997, el Gran Manchester va quedar inclòs en la llista de comtats cerimonials, tot i que ja tenia un Lord Lieutenant que el representava des del 1974.

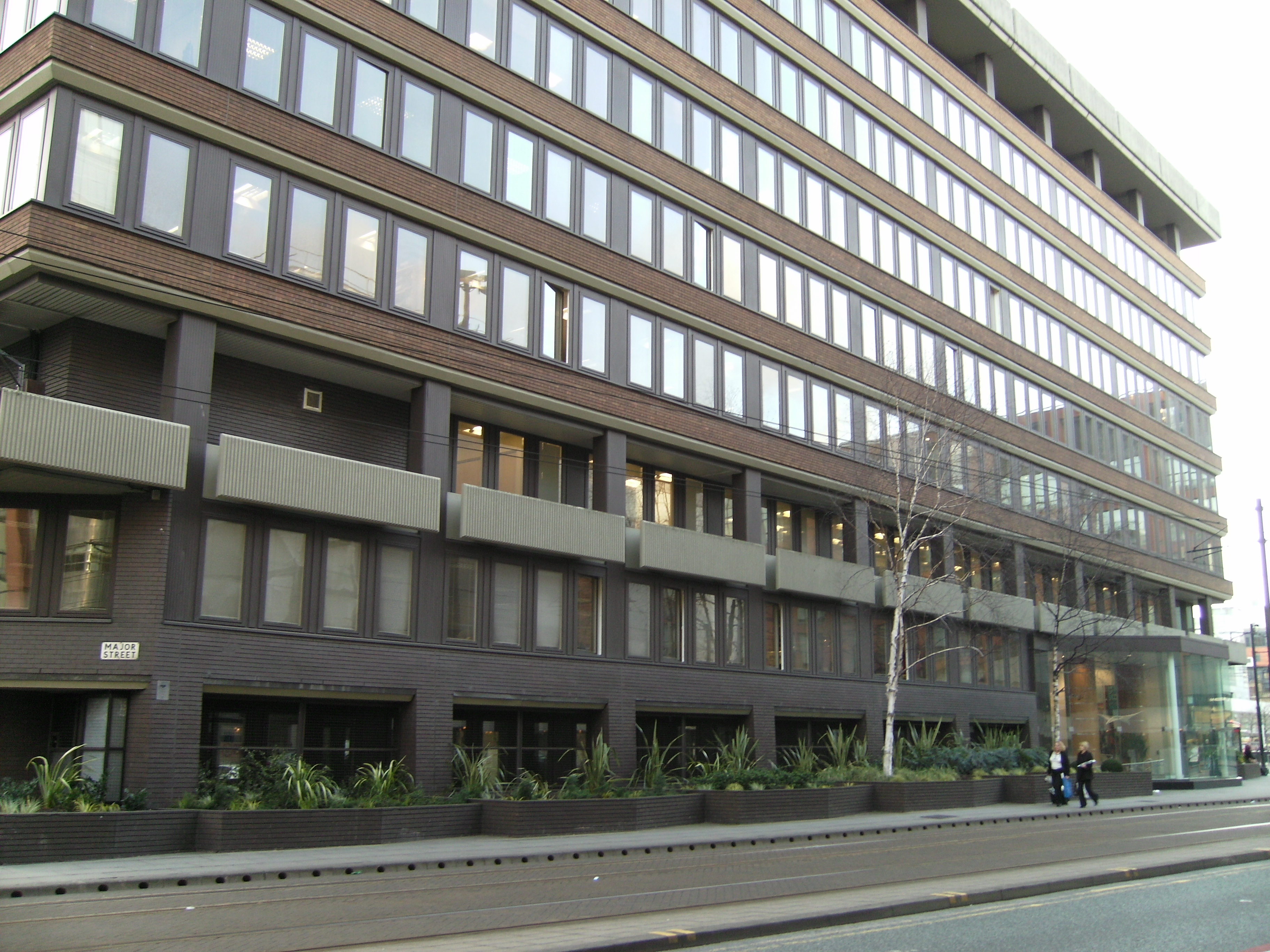
Edifici on es reuneix el GMCA, anomenat Westminster House, situat a Manchester.

La llei per la democràcia, desenvolupament econòmic i construcció del 2009 va permetre la formació d'una autoritat combinada per al Gran Manchester amb poder per gestionar el transport públic, plans estratègics, urbanització, regeneració, residus i energia, sota l'aprovació dels deu consells dels districtes. Les qüestions que tractessin serien aprovades per majoria dels seus membres. Aquests deu consellers serien deu regidors, escollits en les eleccions locals, un de cada districte i cadascun nomenaria el seu substitut. Aquests consellers van aprovar el 29 de març del 2010 l'Autoritat Combinada del Gran Manchester (GMCA),i van presentar una proposta amb els seus objectius al Departament de Comunitats i Govern Local i al Departament de Transports.

## Geografia

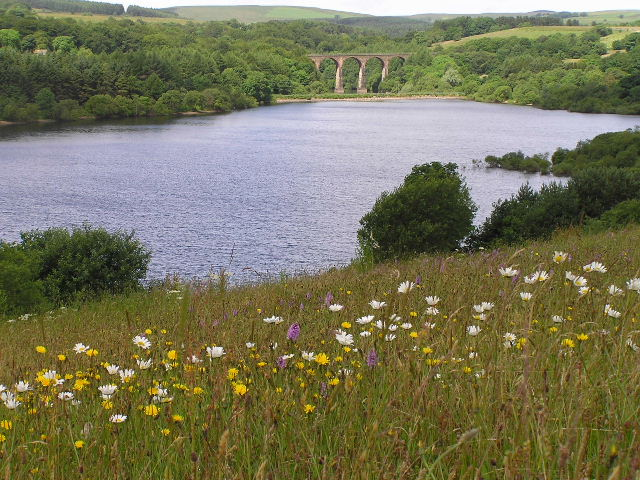
Erms dels Penins Oest

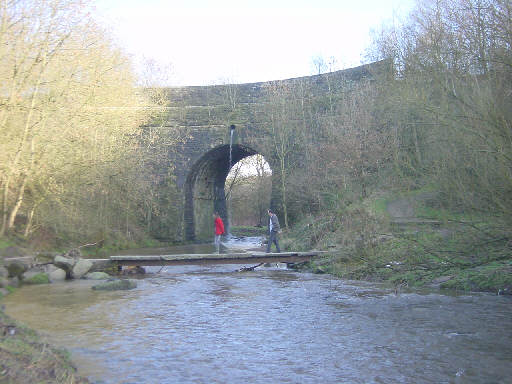
Riu Medlock a Tameside.

El Gran Manchester ocupa una extensió de 1.277 km². El sud dels Penins estan a la part nord-est del comtat, dins de Rochdale, Oldham i Tameside. Els Erms dels Penins Oest estan al nord-est, mentre que a l'oest hi ha algunes mines de carbó amb pedra sorrenca i roques clàstiques del tipus shale; la plana de Cheshire marca la frontera sud. Els rius Mersey, Irwell i Tame travessen el comtat, tots ells procedents dels Penins. Altres rius que passen pel comtat són tributaris d'altres rius, com el Douglas, l'Irk i el Roch. El punt més elevat del comtat és Black Chew Head (542 msnm), dins la parròquia civil de Saddlewoth, i forma part del parc nacional Peak District.
Hi ha 21 llocs declarats d'especial interès científic (SSSI) i 31 km² de terres comunalsque estan cuidades per organitzacions com el Greater Manchester Local Record Centre, el Greater Manchester Biodiversity Project o el Manchester Field Club, que estan compromesos en la conservació de la biodiversitat natural. Entre els SSSI cal destacar Astley i Bedford Mosses que és la xarxa formada per les antigues torberes a l'entorn de Chat Moss, que és una àrea de 27 km² que comprèn la primigènia àrea rural del Gran Manchester i conté el grup boscós més extens de la contrada. Els Wigan Flashes, són el resultat d'antigues mines abandonades, amb el temps farcides d'aigua, han donat lloc a una zona de canyes i joncs. El Sale Water Park, inaugurat el 1979, és una àrea de 62 hectàrees de prat en el municipi de Sale que inclou un llac artificial de 21 hectàrees fet amb aigües del riu Mersey. Aquest llac es va formar inundant la cantera d'on es va extreure grava per a construir un terraplè per elevar l'autopista 10 m per damunt de la plana del Mersey.

## Població
Al comtat hi ha una mescla d'àrees urbanes molt densament poblades, urbanitzacions amb cases aïllades, i construccions en llocs d'ambient gairebé rural, però el que predomina és el poblament urbà. El tipus d'edificació típica d'aquesta zona és la que fa servir maons rojos i pedra sorrenca com a materials base juntament amb estructures fetes de materials no tan tradicionals, i blocs de pisos alts, la majoria construïts al segle xix i XX que són característiques del centre de les ciutats. El centre de la ciutat de Manchester és més comercial que un lloc d'habitatge.
Tanmateix, el Gran Manchester és un comtat amb diversos centres, els de cada districte metropolità, cadascun dels quals té una ciutat principal –i en alguns casos més d'una – i diversos nuclis de població no tan grans. Les ciutats més importants estan situades formant un cercle a l'entorn de Manchester i entre elles hi ha algunes ciutats de mida mitjana (com Denton, Middleton i Failsworth) que estan a l'extraradi tant del comtat com de les ciutats importants. La combinació d'aquests factors fan que el Gran Manchester sigui la regió urbana més complexa del Regne Unit, llevat de Londres.
L'àrea construïda del Gran Manchester és més que una metròpoli, és un continu de diverses àrees urbanes que formen una xarxa al voltant de la capital, Manchester, cosa que ja va fer notar el servei nacional d'estadístiques. L'any 2011, hi havia una població estimada de 2.553.379, xifra que la convertia en la segona àrea construïda més poblada del Regne Unit, i ocupava una extensió de 630,3 km². La Unió Europea la considera una única regió urbana. Quan es parla d'aquesta àrea construïda no es té en compte les zones rurals i petites viles properes a les ciutats com Wigan i Marple. Fora dels límits del comtat hi ha àrees adjacents de població connectades amb l'expansió urbana, com Wilmslow i Alderley Edge del comtat de Cheshire, o Glossop i Hadfield del comtat de Derbyshire, o Whitworth de Lancashire, que formen part de la megalòpolis de 9,4 milions del nord d'Anglaterra.
| districte  | districte | centre administratiu | altres nuclis de població |
| ---------- | --------- | -------------------- | --- |
| Bury       |           | Bury                 | Prestwich, Radcliffe, Ramsbottom, Tottington, Whitefield |
| Bolton     |           | Bolton               | Blackrod, Farnworth, Horwich, Kearsley, Little Lever, South Turton, Westhoughton                                                                                           |
| Manchester |           | Manchester           | Blackley, Cheetham Hill, Chorlton-cum-Hardy, Didsbury, Ringway, Withington, Wythenshawe                                                                                    |
| Oldham     |           | Oldham               | Chadderton, Shaw and Crompton, Failsworth, Lees, Royton, Saddleworth |
| Rochdale   |           | Rochdale             | Heywood, Littleborough, Middleton, Milnrow, Newhey, Wardle |
| Salford    |           | Swinton              | Eccles, Clifton, Little Hulton, Walkden, Worsley, Salford, Irlam, Pendlebury, Cadishead, Patricroft, Monton                                                                |
| Stockport  |           | Stockport            | Bramhall, Bredbury, Cheadle, Gatley, Hazel Grove, Marple, Romiley, Woodley                                                                                                 |
| Tameside   |           | Ashton-under-Lyne    | Audenshaw, Denton, Droylsden, Dukinfield, Hyde, Longdendale, Mossley, Stalybridge                                                                                          |
| Trafford   |           | Stretford            | Altrincham, Bowdon, Hale, Sale, Urmston, Partington |
| Wigan      |           | Wigan                | Abram, Ashton-in-Makerfield, Aspull, Astley, Atherton, Bryn, Golborne, Higher End, Hindley, Ince-in-Makerfield, Leigh, Orrell, Shevington, Standish, Tyldesley, Winstanley |

## Economia

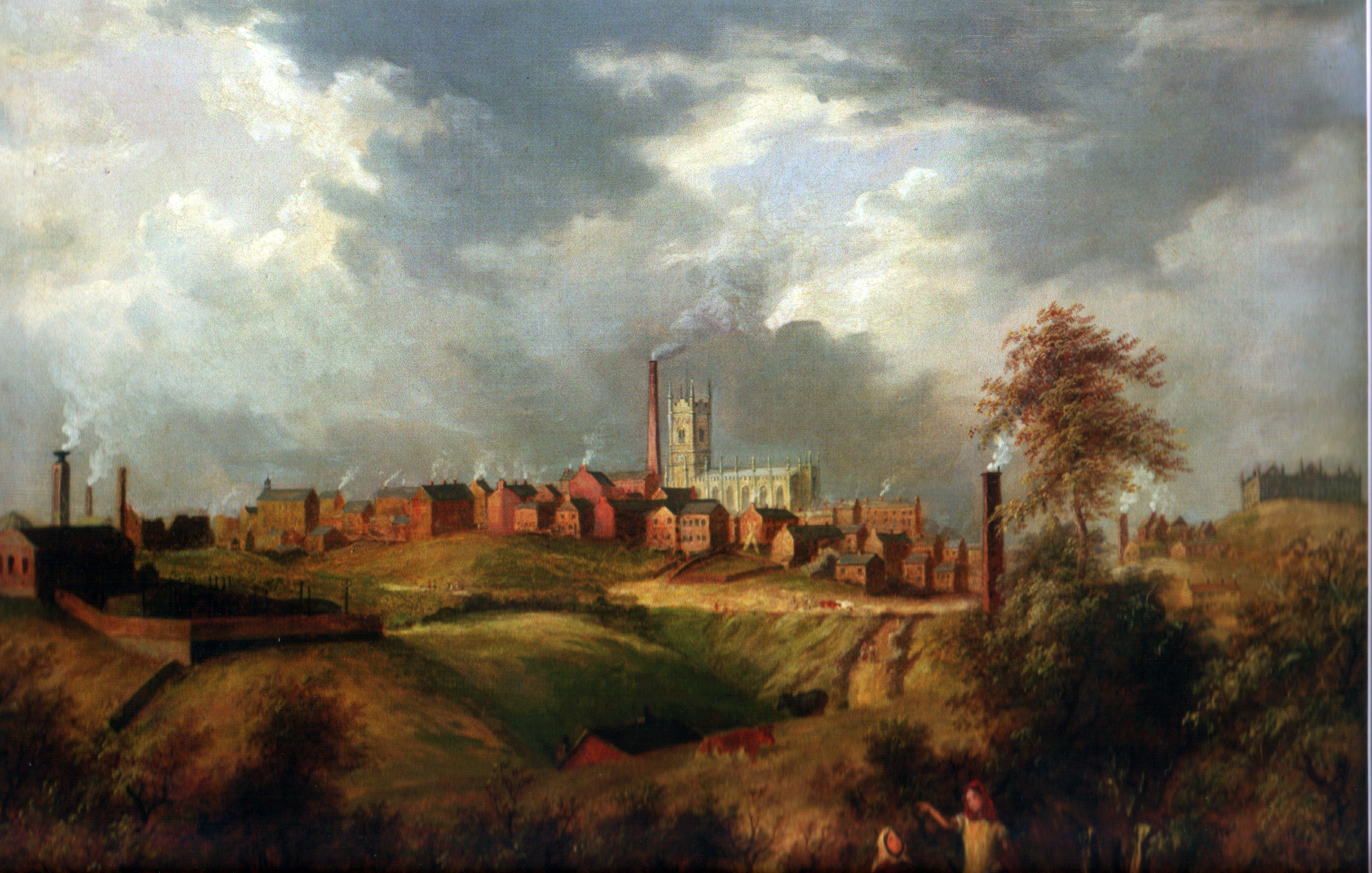
Oldham, durant la revolució industrial, pintura de J. H. Carse. Moltes ciutats van sorgir al voltant de tallers i fàbriques.

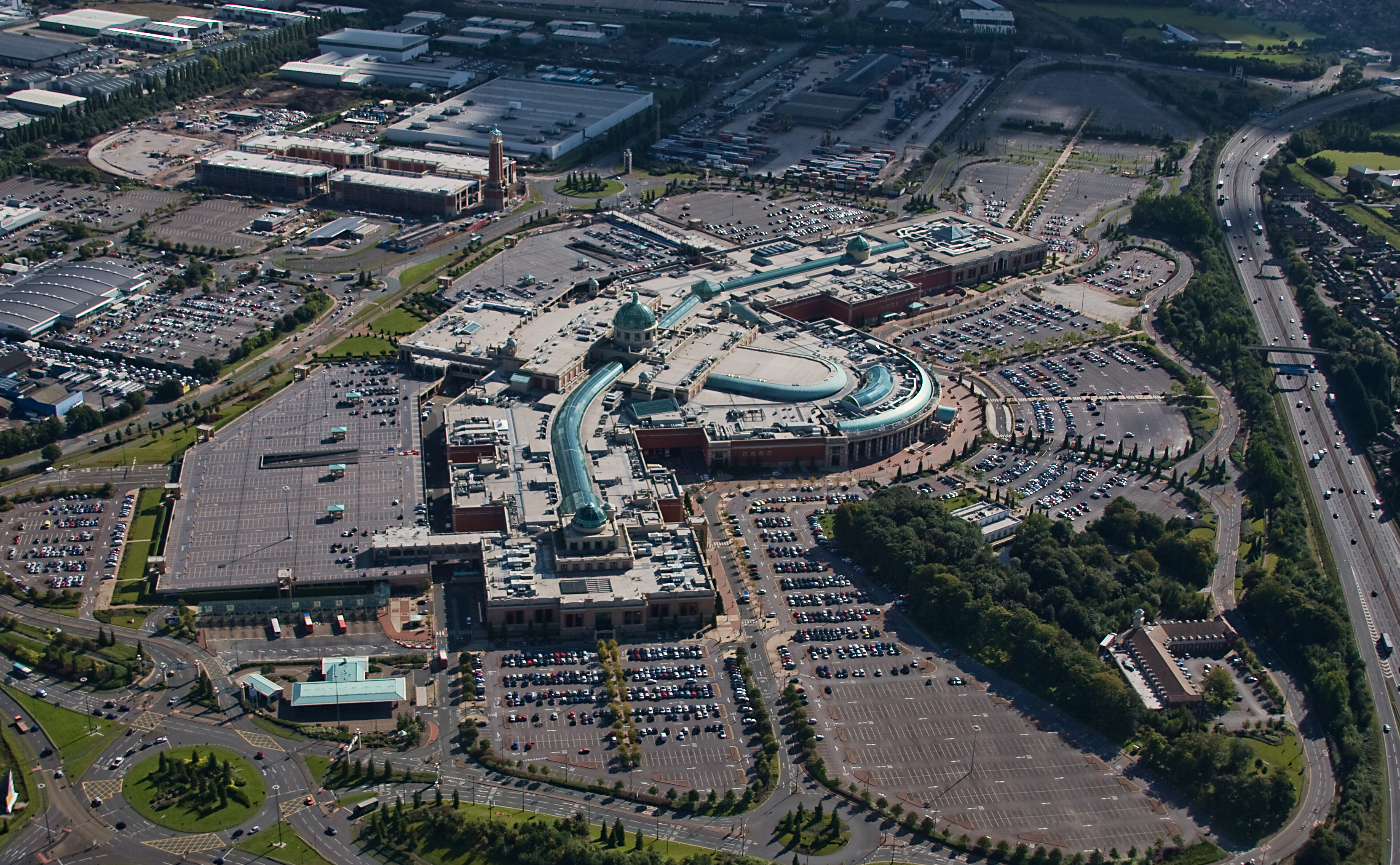
el Centre Trafford, un dels edificis comercials més grans del RU.

Gran part de la riquesa d'aquest comtat es va generar durant la revolució industrial, sobre tot amb relació a la fabricació de tèxtils. La rimera fàbrica del món de teixits de cotó es va fer a Royton. En una edició de la revista Association for Industrial Archaeology es descriu el Gran Manchester com "una de les clàssiques àrees de creixement industrial i urbà de la Gran Bretanya, el resultat d'una combinació de forces que van coincidir en els segles xviii i xix: un fenomenal creixement de la població, l'aparició d'una ciutat industrial especialitzada, una revolució dels transports, i un pobre govern local". la major ppart del comtat va estar al capdavant de les inovacions en manufactures tèxtils des de la revolució industrial fins a començaments del segle xx; Peter Smith, baró de Leigh i president del l'Autoritat Combinada del Gran Manchester va dir "és clar que tota l'àrea del Gran Manchester va ser una vegada el cor d'una indústria [tèxtil] molt vibrant ". El territori que va originar el Gran Manchester va experimentar un ràpid declivi d'aquest sector tradicional, durant la fam del Lancashire cotoner causada per la guerra civil dels Estats Units, però també afectada per la gran depressió de postguerra al Regne Unit i per la desindustrialització del país que va tenir lloc al llarg del segle xx.
Una considerable reestructuració industrial ha ajudat el comtat a recuperar-se de la desindustrialització i de la mort de la producció en massa de tèxtils. Històricament, el port de Salford era un moll industrial i encara ho és, després d'haver superat un període d'inactivitat, però també és una zona comercial i residencial que té com a atractius el Museu Imperial Nord de la Guerra i el teatre Lowry. En aquesta ciutat hi ha diversos estudis de televisió i ràdio des d'on s'emeten programes de la BBC. Rochdale i Manchester tenen relació amb la història del moviment cooperativista: la Rochdale Society of Equitable Pioneers, una pionera del cooperativisme es va fundar el 1844, i la Co-operative Group és l'empresa de mutualitats més gran del RU, i té la seu a Manchester. Tot i la diversitat econòmica, en els planificació traçada el novembre del 2012, l'autoritat del comtat es va posar com a objectiu revifar la producció tèxtil.
En l'actualitat, el Gran Manchester és el centre econòmic de la regió nord-oest d'Anglaterra i és la subregió econòmica més gran del Regne Unit després de Londres i la regió sud-est. El Gran Manchester representa més de 42 bilions de lliures del producte interior brut regional, més que Gal·les o Irlanda del Nord. El centre de la ciutat de Manchester és també el dcentre dels negocis del comtat; una zona comercial que ofereix oportunitats de treball; e la mateixa manera l'economia del centre de la ciutat depèn de la resta del comtat com a lloc de captació de treballadors i del poder adquisitiu del seus habitants com a principals compradors. Manchester és actualment un centre de les arts, de mitjans de comunicació, d'estudis superiors i del comerç. En una enquesta feta a líders empresarials britànics publicada el 2006, Manchester va ser considerat el millor lloc del Regne Unit per col·locar un negoci. Un informe, encomanat pel Manchester Partnership, publicat el 2007, mostrava que Manchester era la ciutat amb un creixement econòmic més ràpid. És la tercera ciutat del RU més visitada pels estrangers i comença a considerar-se la segona.

El centre Trafford és un dels edificis de botigues més gran del Regne Unit i està a Trafford.
La següent taula informa sobre l'aportació del Gran Manchester al producte interior brut regional. Els valors estan expressats en milions de lliures esterlines.
| any  | VAB    | creixement (%) |
| ---- | ------ | -------------- |
| 2002 | 36.029 | 3,9%           |
| 2003 | 38.094 | 5,7%           |
| 2004 | 41.538 | 9,0%           |
| 2005 | 43.042 | 3,6%           |
| 2006 | 44.089 | 6.2%           |
| 2007 | 47.975 | 5.0%           |
| 2008 | 47.894 | -0,2%          |
| 2009 | 48.634 | 1,5%           |
| 2010 | 49.722 | 2,2%           |
| 2011 | 49.461 | -0,5%          |
| 2012 | 50.991 | 3,1%           |

## Personatges il·lustres
- Margaret Burbidge, astrònoma, primera dona a dirigir l'Observatori Reial de Greenwich.[75]
- Paul Mason, periodista